# Bernard Pariset
Bernard Pariset (ur. 12 grudnia 1929 w Pantin, zm. 26 listopada 2004) – francuski judoka.
Brązowy medalista mistrzostw świata w 1958, piąty w 1956. Zdobył czternaście medali mistrzostw Europy w latach 1951 - 1959. Mistrz Francji w 1955, 1957 i 1960 roku.